# Arnstein (Basse-Franconie)
Pour les articles homonymes, voir Arnstein.
Arnstein est une ville allemande située en Bavière, dans l'arrondissement de Main-Spessart et le district de Basse-Franconie.

## Géographie

Situation de la ville d'Arnstein dans l'arrondissement de Main-Spessart

Arnstein est située sur la Wern, affluent du Main, à 10 km à l'est de Karlstadt, à 20 km au sud-ouest de Schweinfurt et à 25 km au nord de Wurzbourg.
De nombreuses communes ont été incorporées au cours du XXe siècle par la ville d'Arnstein pour lui donner ses dimensions actuelles : Altbessingen, Arnstein, Binsbach, Binsfeld, Büchold, Gänheim, Halsheim, Heugrumbach, Müdesheim, Neubessingen, Reuchelheim et Schwebenried.

## Démographie
| 1910   | 1933   | 1939   | 1970  | 1987  | 2000  | 2009  |
| ------ | ------ | ------ | ----- | ----- | ----- | ----- |
| 6 264, | 6 019, | 6 260, | 8 403 | 7 640 | 8 332 | 8 167 |

## Jumelages
- Cancale (France) depuis 1988, département d'Ille-et-Vilaine en Bretagne
- Łubniany (Pologne) depuis 1993, dans le powiat d'Opole, Voïvodie d'Opole